# Хонки-тонк
Хонки тонк (англ. Honky tonk) — разновидность бара с музыкальными развлечениями, распространённая в южных и юго-западных американских штатах. Другие названия: honkatonks, honkey-tonks, tonks или tunks. Термин также ассоциируется с различными стилями американской музыки XX века, в особенности с музыкой кантри.

## Хонки тонк-бары
Хонки тонк-бары были простыми заведениями, особенно глубоко на юге и юго-западе, которые предлагали алкогольные напитки людям из рабочего класса. Они также предоставляли место для выступлений пианистам и небольшим ансамблям, а иногда были даже центрами проституции.
Различия между хонки тонк-барами, салунами и заведениями для танцев часто были размыты, особенно в скотоводческих или шахтёрских городках, военных фортах и местах нефтяных разработок на западе. По мере того как многообразие увеселительных заведений исчезало, хонки тонк стал ассоциироваться с барами низкого класса, обслуживающими простой народ. Будучи схожими с определением «пивная» (англ. beer joint) и другими подобными терминами, хонки тонк-бары подавали пиво или крепкие напитки и могли также иметь сцену и танцевальную площадку. Многие из них были оборудованы музыкальными автоматами (англ. jukebox).

## Музыка хонки-тонк
Первым музыкальным жанром, известным как хонки-тонк, был вид игры на фортепиано в стиле рэгтайм, с усиленным ритмом, иногда даже выбивающимся из мотива композиции.
Таким образом, хонки-тонк оказал сильное влияние на фортепиано-стиль буги-вуги, как показывают композиции Джелли Мортона «Honky Tonk Music» 1938 года и Меда Льюиса «Honky Tonk Train Blues», которую он записывал много раз с 1927-го до 1950-х.
Ещё одним легендарным хонки-тонк-пианистом был уроженец Нового Орлеана Фэтс Домино, чьи песни «Blueberry Hill» и «Walkin' to New Orleans» стали хитами в популярных музыкальных чартах.
Перед Второй мировой войной, музыкальная индустрия определяла хонки-тонк, который играли от Техаса и Оклахомы до тихооканского побережья, как стиль хиллбилли (англ. hillbilly). Позднее его стали считать основным стилем музыки кантри, получившим развитие в Нашвилле с приходом туда вестерн-свинга. Изначально, в стиле хонки-тонк использовали гитару, скрипку, контрабас, и стальную (гавайскую) гитару (англ. steel guitar). Также, хонки-тонк был одним из первых стилей кантри, где стали использовать электрогитары. Вокал обычно был грубым и носовым, как, например, у известных исполнителей Флойда Тиллмана и Хэнка Уильямса. Однако, позднее сюда пришёл чистый и чёткий звук таких певцов, как Джордж Джонс и Джонни Пэйчек. Тексты описывали жизнь рабочего класса. Очень часто использовались трагические темы потерянной любви, измены, одиночества, алкоголизма и жалости к самому себе. Образцом может служить песня Теда Даффина «Born to Lose».
В период Второй мировой войны, хонки-тонк был популяризован Эрнестом Таббом (I’m Walking The Floor Over You), который привёз свой стиль в Нашвилл и стал первым исполнителем, использовавшим электрическую гитару на Grand Ole Opry. 1950-е годы стали золотым веком хонки-тонк, благодаря массовой популярности таких исполнителей, как Уэбб Пирс, Хэнк Локлин, Лефти Фризелл, Джордж Джонс и, конечно, легендарный Хэнк Уильямс. В конце 1950-х, рокабилли, который объединил хонки-тонк-кантри со стилем ритм-энд-блюз и гладким Нашвиллским звучанием, завершил период доминирования чистого хонки-тонк.
В 1970-х, «разбойничий» стиль кантри (англ. outlaw country) был одним из самых популярных музыкальных жанров. А его разновидность — грубый хонки-тонк, представленный такими исполнителями, как Гэри Стюарт, Уэйлон Дженнингс, Вилли Нельсон, Дэвид Аллан Коу и Билли Джо Шайвер, по сути, создал направление «альтернативного» кантри в 1990-х. В 1980-е, возрождённый «гладкий» хонки-тонк захватил музыкальные чарты. В середине десятилетия, поп-ориентированная версия хонки тонк, созданная Джорджем Стрейтом и Дуайтом Йокамом, становится широко популярной. А действительно массовой она становится в начале 90-х, с такими певцами, как Гарт Брукс, Алан Джексон, Клинт Блэк. Позднее, кантри всё больше сближается с поп-музыкой и отходит от своих корней, что, впрочем, не мешает её популярности, как можно видеть на примере таких певиц, как Шанайя Твейн и Фэйт Хилл.